# LNER Class A4 4468 Mallard

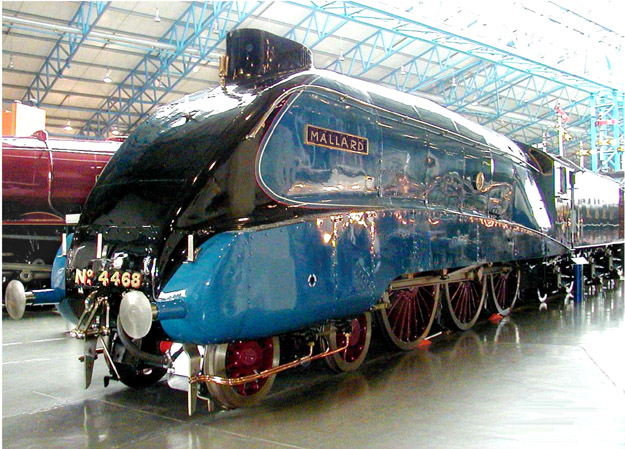
Mallard в Национальном железнодорожном музее в Йорке

Mallard № 4468 — паровоз класса A4 2-3-1 железной дороги Лондона и Северо-Востока, построенный в Донкастере (Англия) в 1938 году. На этом паровозе 3 июля 1938 года был установлен мировой рекорд скорости для локомотивов на паровой тяге, составивший 203 км/ч. Использовался для регулярных железнодорожных перевозок, где проехал более 2,4 млн км, списан в 1963 году. В настоящее время выставлен в Национальном железнодорожном музее в Йорке.

## Сведения
| Название              | Mallard                                                                 |
| Силовая установка     | Паровая (простая)                                                       |
| Колея                 | 1435                                                                    |
| Класс                 | A4                                                                      |
| Колесная формула      | 4-6-2 (2-3-1)                                                           |
| Конструктор           | Сэр Найджел Грэсли                                                      |
| Дата вывода из работы | 25 апреля 1963                                                          |
| Восстановлен          | 1986 — 1988                                                             |
| Длина                 | 70 футов (21 метр)                                                      |
| Масса                 | 102.95 имперских тонн (105.01 тонн)                                     |
| Масса тендера         | 165 имперских тонн (168.3 тонн)                                         |
| Завод                 | Лондон-Северо-Восточная Дорога мастерские в Донкастере (LNER Doncaster) |
| Номер                 | 1870                                                                    |
| Дата постройки        | 3 марта 1938                                                            |
| Макс. скорость        | 126 миль в час (203 километра в час)                                    |

Mallard был разработан Сэром Найджелом Грейсли в качестве локомотива, специально предназначенного для вождения скоростных поездов. Обводы его обтекателя были проверены в аэродинамической трубе на скоростях свыше 100 миль в час (160 км/ч). Mallard использовался в поездной работе до своей отставки в 1963 году. За время эксплуатации он прошёл почти полтора миллиона миль (2.4 миллиона километров).
В 1980-х годах Mallard был восстановлен до рабочего состояния, но использовался только для вождения нескольких экскурсионных поездов между Йорком и Скарборо в июле 1986 года и пары пробегов между Йорком и Харрогейт/Лидс на Пасху 1987 году. Mallard является единственным оставшимся паровозом типа A4, выкрашенным в фирменные цвета LNER и восстановленными в первоначальное состояние боковыми обтекателями (хотя реплики A4 также имеют боковые обтекатели).
В настоящее время Mallard является частью Национальной Коллекции в Национальном Железнодорожном Музее Соединённого Королевства в Йорке.
Локомотив вместе с тендером имеет длину 70 футов (21 метр) и весит 165 имперских тонн (168.3 тонн). Он окрашен в цвета LNER — голубой корпус, красные колеса и дышла стального цвета.

## Рекорд
Mallard является обладателем мирового рекорда скорости среди паровых локомотивов, составляющего 126 мили в час (202.7 км/ч). Рекордная скорость была достигнута 3 июля 1938 года на небольшом уклоне Стоук-Банк (Stoke Bank) к югу от Грэтема (Grantham) на Магистрали Восточного Побережья (East Coast Main Line). Наивысшая скорость была зафиксирована у поста 90¼, между Литтл-Байтэм (Little Bytham) и Эссендином (Essendine). Паровоз перекрыл предыдущий рекорд скорости, поставленный немецким паровозом № 002 класса (DRG Class 05) в 1936 году, составлявший 124 мили в час (200.4 км/ч).
Mallard был превосходным революционным транспортным средством. Обтекаемые локомотивы класса A4 были разработаны для длительных поездок на скоростях свыше 100 миль в час (160 км/ч). Они были одними из немногих, оснащенных двойной дымовой трубой (double chimney), двойным воздуховодом Кайлчапа (double Kylchap blastpipe), которые позволяли существенно повысить тягу и скорость выброса пара на высокой скорости. Трехцилиндровые паровозы класса A4 проектировались для стабильного следования на высоких скоростях и огромные ведущие колеса диаметром 6 футов, 8 дюймов (2.032 м) совершали максимально допустимое в то время количество оборотов в минуту. На момент достижения рекорда возраст Mallard составлял 5 месяцев. Это значит, что он был достаточно обкатан, но ещё не слишком изношен. Локомотивная бригада, выбранная для рекордной поездки, состояла из машиниста Джозефа Даддингтона (Joseph Duddington) (человека достаточно нового в LNER, чтобы адекватно оценивать риск) и кочегара Томаса Брая (Thomas Bray).
Локомотив и ранее имел проблемы с шатуном среднего цилиндра, поэтому сильно пахнущее анисом масло, помещённое внутрь шатуна, легко выплескивалось при его перегреве. Вскоре после достижения рекордной скорости Mallard пострадал от внутреннего перегрева подшипника пальца кривошипа и после установления рекорда поковылял назад в Питерборо (Peterborough). Затем его направили в Донкастер (Doncaster) для ремонта. Департамент по связям с общественностью заранее предвидел подобные проблемы и позаботился о наличии достаточного количества фотографий для прессы на случай, если Mallard не сможет вернуться назад на Кингс-Кросс (Kings Cross). Паровоз типа Атлантик (Atlantic) конструкции Айветта, заменивший Mallard в Питерборо только показался вдали, когда глава департамента по связям с общественностью начал раздавать фотографии. Неаккуратность изготовления и настройки распределительного механизма Грэсли-Холкрофта (Gresley-Holcroft derived motion), который согласовывал работу внутреннего цилиндра с двумя другими, избегая жёсткой связи внутри рамы, привели к тому, что внутренний цилиндр A4 совершал значительно большую работу на высокой скорости, чем два внешних цилиндра. Именно эта перегрузка послужила основной причиной поломки.

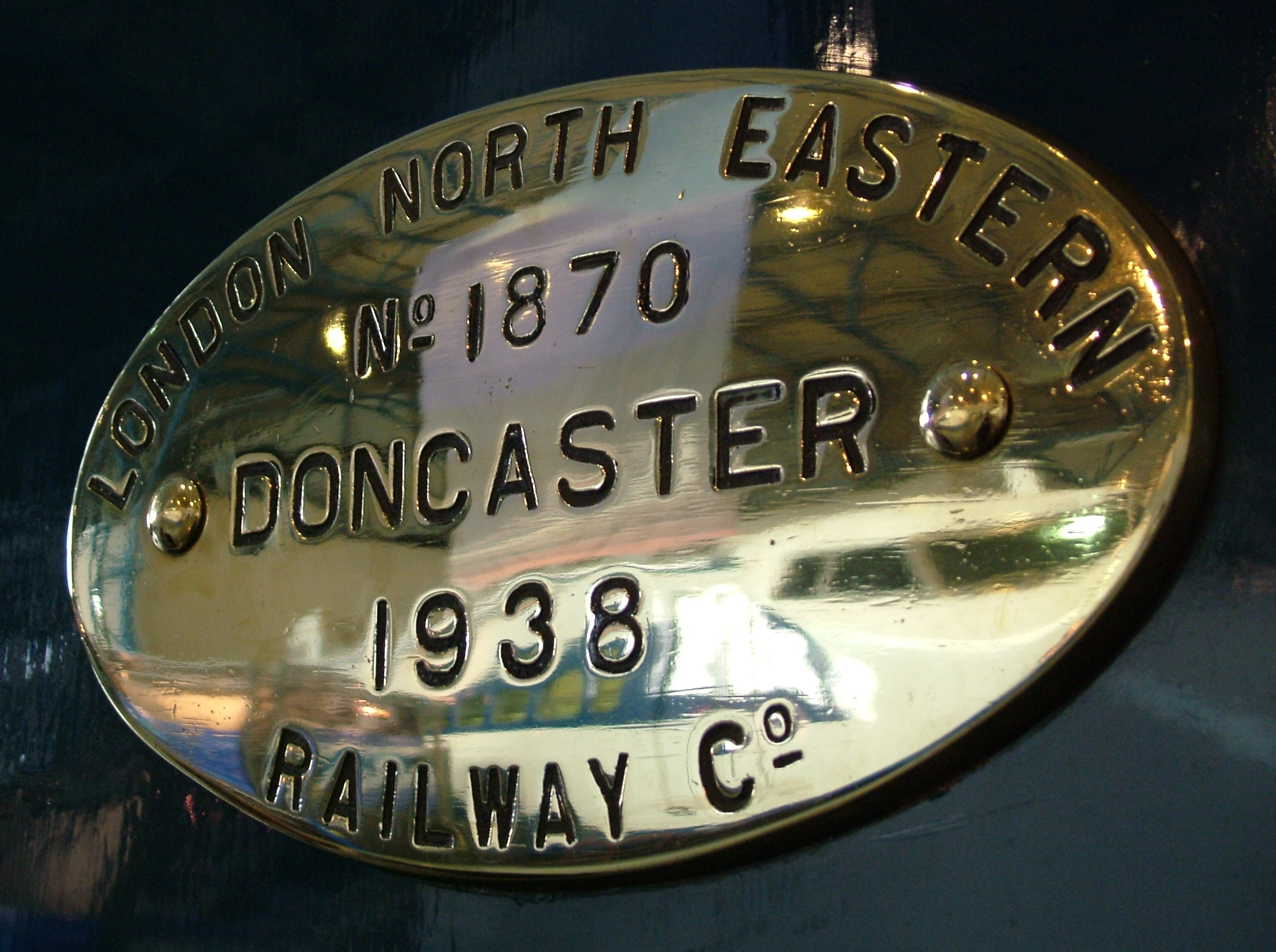
Заводская табличка Mallard с номером 1870.

Участок Сток-Банк (Stoke Bank) имеет уклоны между 1:178 и 1:200. Mallard с шестью пассажирскими и одним динамометрическим вагонами, поднялся на холм Сток-Саммит (Stoke Summit) со скоростью 75 миль в час (121 км/ч) и начал ускоряться на уклоне. Скорости в конце каждой мили (1.6 км) от вершины были записаны как: 87½, 96½, 104, 107, 111½, 116 и 119 миль в час (141, 155, 167, 172, 179, 187 и 192 км/ч); дальнейшие полумильные (800 м) записи выглядят как 120¾, 122½, 123, 124¼ и, наконец, 125 миль в час (194, 197, 198, 200 и 201 км/ч).  Наивысшая моментальная скорость, зафиксированная инструментами в динамометрическом вагоне, составила 126 миль в час (203 км/ч).

## Претензии конкурентов
Мировой рекорд, установленный Mallard никогда не был официально перекрыт паровым локомотивом, хотя немецкие локомотивы вплотную подбирались к нему (в 1936 году, за два года до рекорда Mallard паровоз класса DRG Class 05 достиг скорости 200.4 км/ч (124.5 мили в час) между Гамбургом и Берлином). Существует множество слухов и легенд о более высоких скоростях, однако рекорд Mallard является единственным правильно зафиксированным. Возможно, и другие паровые локомотивы были способны на такую скорость. Длинный и прямой участок с легким уклоном Сток-Банк (Stoke Bank), на котором ставила свои рекорды LNER, также сыграл свою роль в установлении рекорда. Поездка немецкого локомотива 1936 года состоялась на горизонтальном участке, хотя скорость была набрана на предшествующем отрезке с уклоном.
Примечательно то, что, в отличие от мировых рекордов скорости для автомобилей, для локомотивов не существует требований усреднения результатов двух поездок в обоих направлениях. По этой причине не учитывается влияние уклонов и ветра.

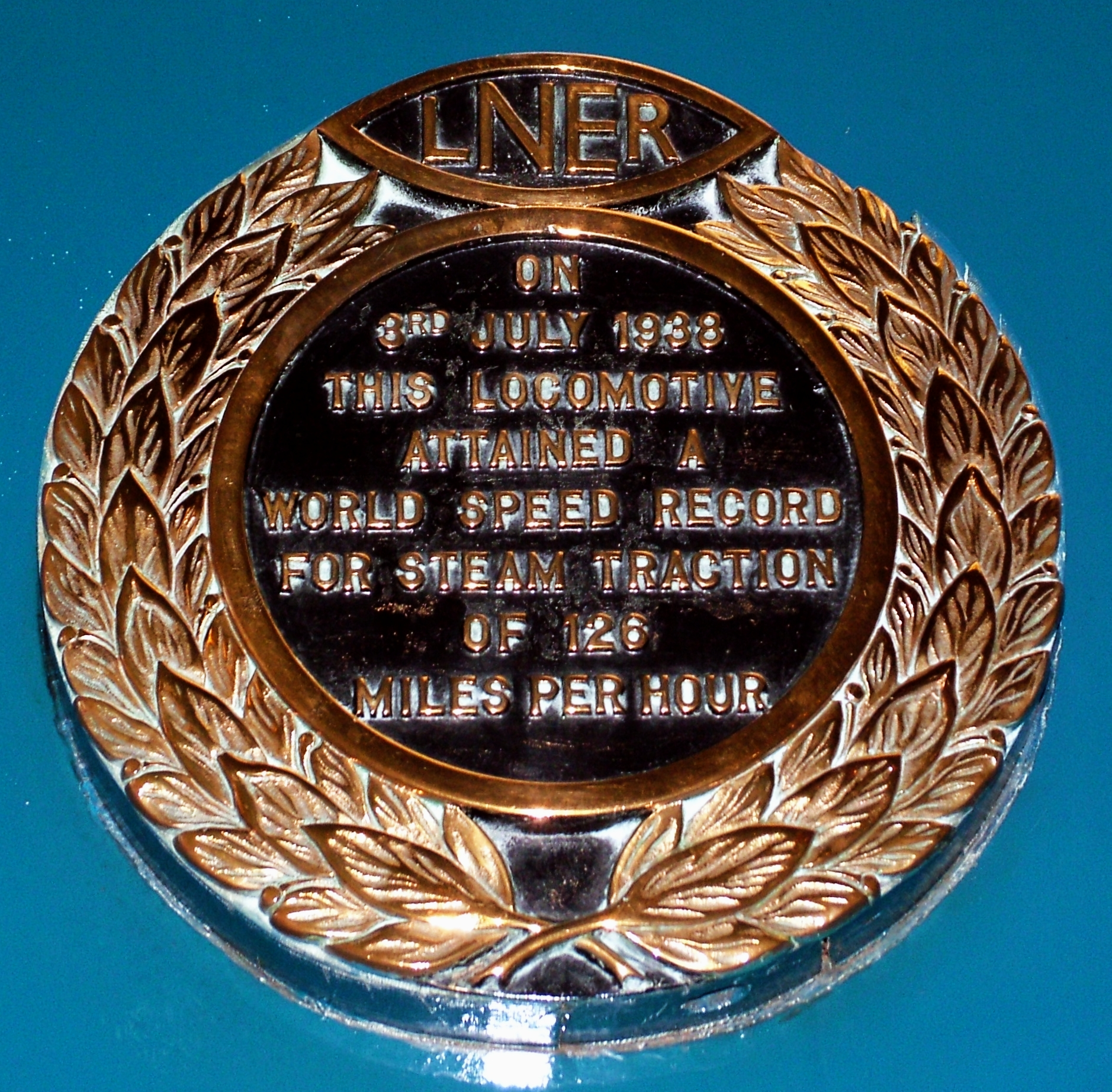
Табличка о рекорде Mallard

Другие локомотивы, которые могли превзойти скорость 126 миль в час (203 км/ч), это прототип мощного S1 Пенсильванской Железной дороги (Pennsylvania Railroad), по слухам[кто?] двигавшийся со скоростью 140 миль в час (225 км/ч) и класс F7 Милуокской Железной дороги (Milwaukee Road). Милуокская Дорога эксплуатировала самый быстрый рейсовый паровой пассажирский поезд в мире. Обе дороги, а также Чикаго-Северо-Западная ЖД (Chicago & North Western) имели расписания, требующие скоростей более 100 миль в час (160 км/ч). Известно, что локомотивы обеих дорог часто превышали скорость 120 миль в час.
Уверяют,[кто?] что так продолжалось до тех пор, пока не было возбуждено несколько судебных разбирательств по поводу излишней рискованности таких поездок. Напуганные этим железнодорожные компании США стали избегать попыток достижения рекордов в 1930-х — 1940-х годах, что составляло контраст с постоянными претензиями на рекорды в предыдущие десятилетия.
Факт, который часто игнорируется при обсуждении претензий на рекорды, состоит в том, что Грэсли и LNER предпринял только одну серьёзную попытку поставить рекорд, которая была весьма далека от регулярных поездок с постоянными проверками, проводимых Грэтемом (Grantha). Несмотря на это, рекорд был установлен. Известно, что Грэсли планировал провести ещё одну попытку в 1939 году, но она не состоялась из-за начала Второй Мировой войны. Судя по публичным заявлениям Грэсли, он считал, что возможны скорости свыше 130 миль в час.
Таким образом, Mallard по-прежнему держит первенство. Таблички, напоминающие о подвиге, прикреплены к каждой стороне локомотива.

## Испытания локомотивов 1948 года
В 1948 году, вскоре после создания Британских Железных Дорог (British Railways), было принято решение об испытаниях локомотивов со всех железных дорог бывшей «Большой Четвёрки» (Big Four) для поиска наилучших показателей скорости, мощности и эффективности потребления угля и воды. Было два способа тестирования и сравнения локомотивов: или на тестовой площадке Рагби (Rugby), которая не была полностью готова до конца 1948 года, или прямо в поле. Результаты этих испытаний, должны были использоваться для помощи - в разработке стандартных локомотивов Британских Железных Дорог.
Было проведено сравнение пассажирских локомотивов: «Принцесс-Коронейшн» (Princess Coronation) Лондон-Мидлэндского Региона, A4 Восточного Региона, «Мерчант-Нэви» (Merchant Navy) Южного Региона и «Кинг» (King) Западного Региона.
Для представления Восточного Региона были выбраны три локомотива A4 конструкции Грэсли: E22 Mallard, 60033 Seagull, 60034 Lord Farringdon. Все эти локомотивы имели двойной воздуховод Кайлчапа и были подготовлены в Донкастере. Mallard появился из Донкастера в свежей послевоенной голубой окраске с безупречными номерами «22» и маленькими литерами «E», установленной над ними (Восточный Регион). Паровоз был оснащен новым котлом (четвертым в его жизни) и третьим тендером в своей карьере.
День 8 июня 1948 года застал E22 Mallard на маршруте Ватерлоо-Эксетер. Машинист Маррабл (Marrable) вел знаменитый A4 с пустым составом весом 481 имперских тонн, тем же самым, который использовался во время предыдущей поездки с паровозом класса «Мерчент-Нэви» № 35018. Mallard проследовал через Клэпхэм-Джанкшн (Clapham Junction) через 6 минут 57 секунд, Уокинг (Woking) через 28 минут 47 секунд. В Хуке (Hook) были установлены ограничивающие сигналы, заставившие Mallard буквально ползти. Несмотря на это, к Эксминстеру (Axminster) он достиг скорости в 82 мили в час. Солсбери (Salisbury) был пройден через 108 минут 28 секунд после отправления. Несмотря на ранее встреченный сигнал, поезд прибыл с опозданием всего в пять с половиной минут. Рабочее время поездки составляло 95.5 минут.
Mallard не прошёл испытаний, и верх взял локомотив класса «Сигал» (Seagull) № 60033. 10 июня «Сигалл» прошёл маршрут за 96 минут 22 секунды, но он отправился на 3 минуты позже, что означало проследование маршрута с той же самой нагрузкой на 3.5 минуты быстрее. Для Mallard испытания 1948 года были закончены, но позднее он вернулся на линию Ватерлоо-Эксетер во время тура Локомотивного Клуба Великобритании (Locomotive Club of Great Britain (LCGB)) в 1963 году.

## Технические спецификации

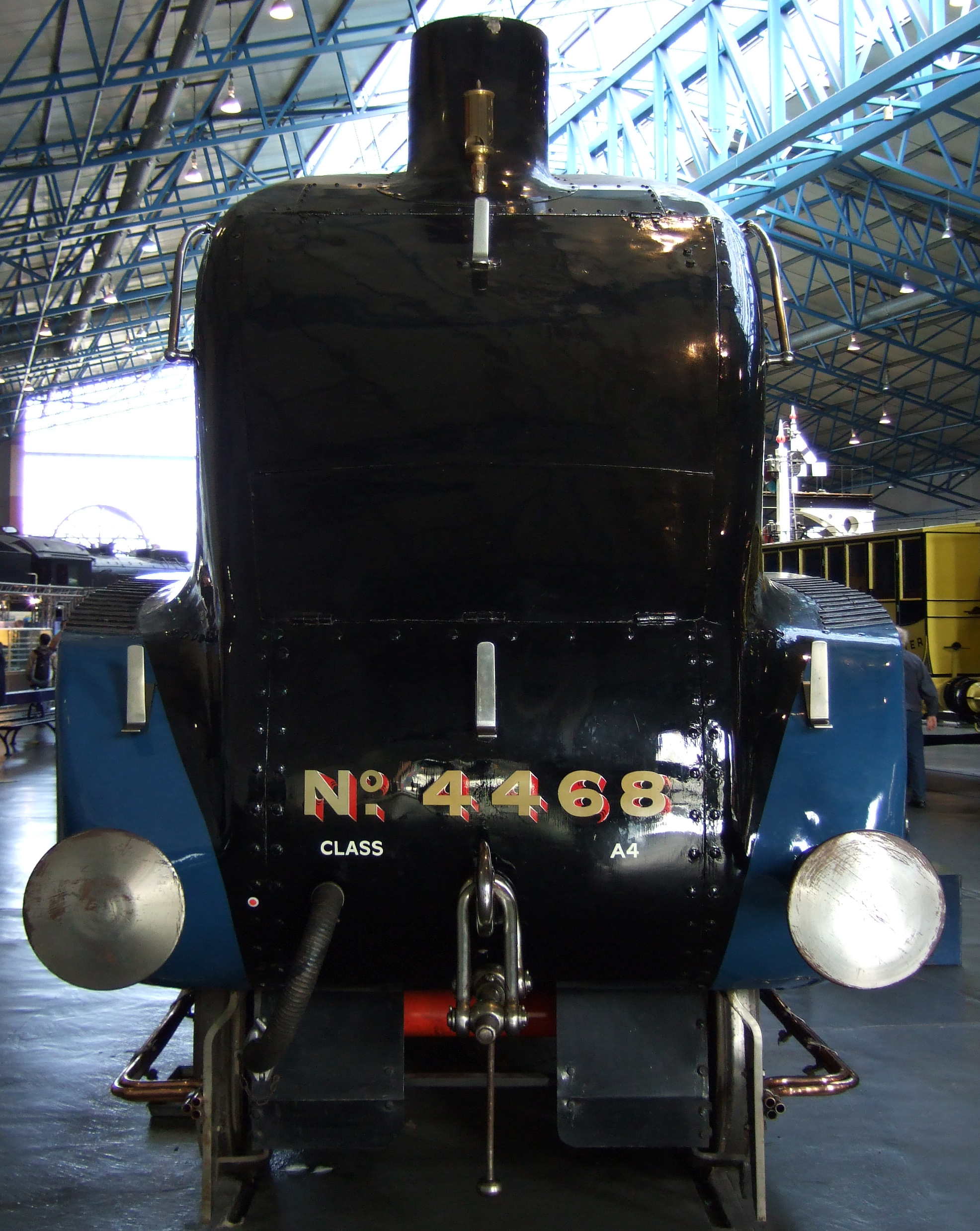
Mallard — вид спереди

В первый раз Mallard был выпущен на линию в марте 1938 года. Это был первый A4, оснащённый двойным воздуховодом Кайлчапа. Это была одна из особенностей, которые привели её к завоеванию мирового рекорда скорости в июне того же года.
В течение своей карьеры Mallard много перекрашивался. Под номером 4468 он был небесно-голубым (цвета подвязки), с июня 1942 — чёрным по случаю военного времени, позднее — чёрным с тендером, помеченным «NE», с 21 октября 1943 года — с номером 22, нанесённым трафаретным способом, снова голубым после войны с белыми и красными линиями, с марта 1948 года с металлическими накладными номерами «22» на боках будки, с 16 сентября 1949 года под номером 60022 — темно-синего цвета Британских Железных Дорог, с 4 июля 1952 года — цвета брауншвейгской зелени. В 1963 году он вернулся к своей изначальной голубой окраске LNER для сохранения.
Как и все 35 паровозов класса A4 Грэсли, Mallard, при постройке, был оснащён боковыми обтекателями дышлового механизма. Позднее выяснилось, что они затрудняют обслуживание ходовой части и их удалили у паровозов всей серии. Машина № 4468 (Mallard) потеряла обтекатели во время ремонта 13 июня 1942 года и получила их при постановке на сохранение в 1963 году.
Mallard, за время своей 25-летней жизни, сменил 12 котлов. Номера котлов: 9024 (при постройке), 8959 (от 4496 Golden Shuttle, 12 июня 1942), 8907 (от 2511 Silver King, 1 августа 1946), 8948 (от 31 Golden Plover, 5 марта 1948), 8957 (от 60009 Union of South Africa, 16 сентября 1949), 29282 (от 60028 Walter K Whigham, 10 января 1951), 29301 (от 60019 Bittern, 4 июля 1952), 29315 (от 60014 Silver Link, 23 апреля 1954), 29328 (специально построенный котёл, 7 июня 1957), 29308 (от 60008 Dwight D. Eisenhower, 27 августа 1958), 29310 (от 60009 Union of South Africa, 9 марта 1960) и 27965 (от 60009 Union of South Africa, 10 августа 1961).
В ходе карьеры Mallard работал с семью тендерами. Он начинал с безкоридорного в 1938, имел коридорные тендеры во времена Британских Железных Дорог и вновь был оснащен безкоридорным тендером 1963 для восстановления изначального облика. Номера тендеров: 5642 (3 марта 1938 — 14 марта 1939), 5639 (5 мая 1939 — 16 января 1948), 5323 (5 марта 1948 — 12 марта 1953), 5648 (12 марта 1953 — 21 июля 1958), 5330 (27 августа 1958 — 30 мая 1962), 5651 (30 мая 1962 — 25 апреля 1963) и 5670 (существующий тендер, замаскированный под изначальный тендер 5642).
Обслуживался Mallard в трёх депо: Донкастер (Doncaster), Грантхем (Grantham) (переведён 21 октября 1943) и Кингс-Кросс (Kings Cross) Топ-Шэд (Top Shed), переведён 11 апреля 1948.